# Aneilema succulentum
Aneilema succulentum är en himmelsblomsväxtart som beskrevs av Robert Bruce Faden. Aneilema succulentum ingår i släktet Aneilema och familjen himmelsblomsväxter. Inga underarter finns listade.